# Cartierodon
Cartierodon ist eine Gattung aus der ausgestorbenen Gruppe der Hyaenodonta. Sie ist anhand von Zähnen und einzelnen Gebissresten aus der Fossillagerstätte von Egerkingen in der Schweiz bekannt. Das dort geborgene Material gehört dem Mittleren Eozän an und datiert in den Zeitraum von vor 48 bis 41 Millionen Jahren. Anhand der Zähne kann auf einen vergleichsweise großen Vertreter der Hyaenodonta geschlossen werden, der zu den größten seiner Zeit gehörte. Die Tiere ernährten sich womöglich als Aasfresser und konnten mit ihren kräftigen Zähnen Knochen zerbeißen. Die Gattung wurde im Jahr 2019 mit einer Art wissenschaftlich eingeführt.

## Merkmale
Cartierodon ist ein mittelgroßer Vertreter der Hyaenodonta. Überliefert sind von der Form bisher hauptsächlich isolierte Zähne zuzüglich einzelner Kieferfragmente. Darunter befindet sich auch der Unterkiefer. Dessen horizontaler Knochenkörper war mit rund 3,6 cm vergleichsweise tief. Die Symphyse am vorderen Ende zur Verbindung der beiden Kieferäste erstreckte sich bis zum dritten Prämolaren. Ein vorderes Foramen mentale öffnete sich unterhalb des zweiten, ein hinteres unterhalb des vierten Prämolaren. Die Lage der beiden Foramina stimmt mit Matthodon überein, weicht aber von Prodissopsalis ab, das nur eine derartige Knochenöffnung besaß. Vom Gebiss von Cartierodon liegen bisher nur die Backenzähne vor, die vorderen Zähne sind unbekannt. Der erste Prämolar wies sowohl in der unteren als auch in der oberen Zahnreihe jeweils zwei Wurzeln auf, die nachfolgenden hatten jeweils drei. Im oberen Gebiss bestand zwischen dem ersten und dem zweiten Prämolaren eine kurze Zahnlücke. Die oberen Prämolaren charakterisierte ein hoher Haupthöcker, der Paraconus. Nach hinten schloss sich mit dem Metastyl eine Scherleiste an, die nur kurz gestaltet war. Eine vordere Scherleiste, das Parastyl, fehlte auf den ersten drei Prämolaren, kam aber beim vierten vor. Auffällig an den unteren Prämolaren war das sehr kurze, aber breite Talonid (ein tiefer liegender Bereich der Kauoberfläche der Zähne). Die dadurch verbreiterten Prämolaren finden ihre Entsprechung bei Matthodon. Im Gegensatz zu diesen waren die Prämolaren bei Cartierodon aber weniger voluminös. In letzterem Aspekt zeigen sich wiederum Übereinstimmungen mit Prodissopsalis. An den oberen  Molaren dominierten drei Haupthöcker (Para-, Meta- und Protoconus). Die beiden Höcker der Wangenseite, der Para- und der Metaconus, waren miteinander verschmolzen, jedoch zeichneten sich noch die jeweiligen Spitzen als separate Einheiten ab. Typisch für die Angehörigen der Hyaenodontidae überragte der Metaconus den Paraconus. Das Metastyl war ausgesprochen lang und entsprach der Basallänge des Para- und des Metaconus.  Die unteren Mahlzähne wiesen ebenfalls drei Haupthöcker auf (Para-, Meta- und Protoconid), das Metaconid war wie bei vielen Vertretern der Hyaenodontidae in seiner Größe stark reduziert. Die Reduktion des Metaconids war allerdings vergleichsweise nicht so weit fortgeschritten wie bei Paenoxyaenoides. Am kurzen Talonid traten einzelne kleinere Nebenhöcker auf. Die Länge der Molaren variierte im oberen und unteren Gebiss zwischen 1,2 und 1,7 cm, die Breite zwischen 0,7 und 1,0 cm (im unteren Gebiss).

## Fossilfunde
Das bisher vorliegende Fundmaterial von Cartierodon wurde in der bedeutenden schweizerischen Fossillagerstätte von  Egerkingen (Kanton Solothurn) geborgen. Die Fundstelle besteht aus drei mit eisenhaltigen Tonen aufgefüllten Karstspalten, die als „α“, „β“ und „γ“ bezeichnet werden. Das darin eingebettete, sehr umfangreiche Fundmaterial wurden bereits in der Mitte des 19. Jahrhunderts ausgegraben. Es erhielt durch mehrere umfangreiche Publikationen vielfach wissenschaftliche Beachtung. Die Kollektion barg nicht nur mehrere Vertreter der Hyaenodonten, sie erhielt zusätzliche Bedeutung durch verschiedene Formen der Primaten wie etwa Caenopithecus oder diesen mehr oder weniger nahe stehenden Formen wie etwa Heterohyus. Darüber hinaus kamen auch Reste von Vögeln zu Tage. Der überwiegende Teil der etwas mehr als 30 Fundobjekte, die Cartierodon zugewiesen werden, stammt aus der Spaltenfüllung „γ“. Aus biostratigraphischen Gründen wird deren Fauna als etwas älter eingestuft als die der Spaltenfüllungen „α“ und „β“. Es ergibt sich aber für alle drei Fundkomplexe eine Datierung in den unteren Abschnitt des Mittleren Eozäns, das absolute Alter liegt damit bei 48 bis 41 Millionen Jahren.
Neben den Funden von Egerkingen werden noch einzelne Zähne aus Lissieu nördlich von Lyon in Frankreich als möglicherweise zur Gattung gehörig betrachtet. Wie bei Egerkingen handelt es sich bei Lissieu um eine umfangreiche Spaltenfüllung, die bereits im 19. Jahrhundert bei Steinbrucharbeiten zu Tage gefördert wurde.

## Paläobiologie
Da von Cartierodon bisher weitgehend Zahnfunde und Kieferreste vorliegen, sind Aussagen zur Paläobiologie nur begrenzt möglich. Für die Bestimmung der Körpergröße können bei räuberisch lebenden Säugetieren verschiedene Methoden verwendet werden, von denen einige auf die Ausmaße der Zähne zurückgreifen. Bei Berücksichtigung der durchschnittlichen Größe der Zähne der Brechschere kann für Cartierodon ein Gewicht von rund 29 kg angenommen werden. Die Gattung war damit größer als vergleichsweise das ähnlich alte Matthodon aus dem Geiseltal. Sie gehört damit gleichzeitig zu den größten bekannten Hyaenodonten aus dem Zeitabschnitt des frühen Mittleren Eozäns (Lutetium). Erst im nachfolgenden späten Mittleren Eozän (Bartonium) tritt mit Kerberos im westlichen Europa ein deutlich größerer Vertreter der Hyaenodonta auf, dessen Gewicht mit der gleichen Methode auf rund 85 bis 90 kg bestimmt wurde (nach anderen Methoden kommen auch 140 bis 277 kg in Frage). Aufgrund seiner Größe konkurrierte Cartierodon möglicherweise nur mit einigen großen räuberisch lebenden Laufvögeln wie etwa Eleutherornis oder verschiedenen Vertretern der Krokodile im jeweiligen Biotop.
Die Ernährungsweise lässt sich bedingt ebenfalls an den Zähnen ablesen. Auffallend sind neben dem massiven Unterkieferkörper die verhältnismäßig großen Prämolaren, die weitgehend geschlossen stehen, ohne durch ein größeres Diastema unterbrochen zu sein. Die Molaren zeichnen sich durch die jeweils drei großen Höcker aus, die einen größeren Teil der Kauoberfläche der Zähne einnehmen. Alle genannten Merkmale sprechen für eine weitgehend auf Fleisch und Knochen basierte Ernährung. Damit könnte Cartierodon als Aasfresser eingestuft werden. Durch die großen Prämolaren ergeben sich Ähnlichkeiten zu den heutigen Hyänen, die die Knochen mit Hilfe ihrer Vormahlzähne zerbrechen, im Gegensatz etwa zum Wolf, der dafür die hintersten, auf die Brechschere folgenden Zähne nutzt.

## Systematik
Cartierodon ist eine Gattung aus der ausgestorbenen Ordnung der Hyaenodonta. Ursprünglich gehörten die Hyaenodonta zur Gruppe der Creodonta, die im Deutschen die teilweise etwas irreführende triviale Bezeichnung „Urraubtiere“ tragen. Sie galten einst als Schwestergruppe der heutigen Raubtiere (Carnivora) innerhalb des übergeordneten Taxons der Ferae. Nach mehreren übereinstimmenden phylogenetischen Untersuchungen erwiesen sich aber die Creodonta als in sich nicht geschlossene Gruppe und wurden letztendlich in die Hyaenodonta und die Oxyaenodonta aufgespalten. Für beide Gruppen ist eine gegenüber den rezenten Raubtieren weiter nach hinten im Gebiss verlagerte Brechschere kennzeichnend. Bei den Hyaenodonten sind zumeist der zweite Oberkiefer- und der dritte Unterkiefermolar daran beteiligt. Fossil lassen sich die Hyaenodonten bereits im Mittleren Paläozän vor rund 60 Millionen Jahren nachweisen, junge Belege stammen aus dem Mittleren Miozän vor etwa 9 bis 10 Millionen Jahren.
Aufgrund des besonderen Zahnaufbaus kann Cartierodon innerhalb der Hyaenodonta zur Familie der Hyaenodontidae gestellt werden. Die Hyaenodontidae weisen ein relativ stark spezialisiertes Gebiss auf, dessen Charakteristikum die zum Amphiconus verwachsenen Para- und Metaconus der Oberkiefermolaren darstellt. Hierbei überragt der Metaconus den Paraconus, was die Hyaenodontidae wiederum von den Hyainailouridae, der zweiten großen Entwicklungslinie innerhalb der Hyaenodonta, unterscheidet. Des Weiteren zeigen die Backenzähne der Hyaenodontidae Tendenzen zur Hypercarnivorie (Gebissentwicklung hin zu einem starken Schneidwerkzeug), was sich unter anderem in der Reduktion einzelner Höcker wie etwa des Metaconids an den Unterkiefermolaren ausdrückt. Beide Merkmale sind bei Cartierodon nachweisbar. Innerhalb der Hyaenodontidae steht Cartierodon relativ basal in der Entwicklungslinie. Als nahe verwandt können Prodissopsalis und Eurotherium eingestuft werden, ebenso sind vermutlich Matthodon und Leonhardtina in ein näheres Beziehungsumfeld einzuordnen. Alle vier genannten Formen wurden aus den etwa gleichalten Ablagerungen des Geiseltals dokumentiert, wobei Eurotherium und Matthodon ein etwas früheres Auftreten haben (Unterkohle) als Prodissopsalis und Leonhardtina (Mittelkohle). Letzteres liegt zeitlich näher am bekannten Auftreten von Cartierodon in Egerkingen.
Die Gattung Cartierodon wurde im Jahr 2019 von Floréal Solé und Bastien Mennecart wissenschaftlich erstbeschrieben. Als Basis diente das Fundmaterial der schweizerischen Fossillagerstätte Egerkingen. Den Holotyp bestimmten die Autoren mit einem rechten Unterkieferfragment (Exemplarnummer: NMB.Em.11), welches noch die Zahnreihe vom zweiten bis vierten Prämolaren, den partiell erhaltenen ersten Molar und die Alveole des ersten Prämolaren enthält. Der Name Cartierodon wurde bereits Anfang der 1970er Jahre von Brigitte Lange-Badré verwendet, als sie das Hyaenodontenmaterial des Naturhistorischen Museums in Basel intensiv studierte. Sie nutzte ihn aber nie in einer Publikation, sondern vermerkte ihn lediglich bei einzelnen Fundbeschreibungen. Er bezieht sich auf den Pastor Robert Cartier, der in der zweiten Hälfte des 19. Jahrhunderts Ausgrabungen in Egerkingen durchführte. Die zweite Namenssilbe odon ist griechischen Ursprungs (ὀδούς odoús) und bedeutet so viel wie „Zahn“. Als einzige Art wurde C. egerkingensis benannt, die Solé und Mennecart ebenfalls von Lange-Badré übernahmen. Das Artepitheton egerkingensis verweist auf die Typusfundstelle.